# Novaja Igirma
Novaja Igirma (russisk: Новая Игирма, tr. Novaja Igirma) er en by i Irkutsk oblast, Sibiriske føderale distrikt i Den Russiske Føderation omkring 900 kilometer nord for oblastens administrative center, Irkutsk, langs floden Igirma, der har givet navn til byen, og 25 km fra floden Ilim. Byen har 9.137(2021) indbyggere og blev grundlagt i 1966 .
Novaja Igirma blev grundlagt i 1966  i forbindelse med konstruktionen af jernbanelinjen Bajkal-Amur. Det første tog nåede Novaja Igirma i 1968, hele linjen blev taget i brug i 1973. Som konsekvens af jernbaneforbindelsen har byen udviklet sig som et skovbrugscentrum.

## Indbyggerudvikling
| År   | Indbyggertal |
| ---- | ------------ |
| 1967 | 3.135        |
| 1970 | 7.666        |
| 1979 | 8.811        |
| 1989 | 13.070       |
| 2002 | 10.965       |
| 2010 | 10.161       |

Note: Efter 1970 Data fra folketællinger